# Magdalena Miller
Magdalena Miller (ur. 18 czerwca 1994 w Gdańsku) – polska judoczka. Zawodniczka KS AZS AWFiS Gdańsk (od 2008). Dwukrotna medalistka zawodów Pucharu Europy (Bratysława 2015 – srebro, Tampere 2015 – brąz). Dwukrotna brązowa medalistka mistrzostw Polski seniorek w kategorii do 57 kg (2013, 2014). Ponadto m.in. młodzieżowa mistrzyni Polski 2015 i mistrzyni Polski kadetek 2010.
Siostra judoczki Karoliny Miller.